# 1985年海地修憲公投
海地于1985年7月22日舉行了修宪公投:381。杜瓦利埃家族长期的独裁统治在1980年代受到教会的反对，让-克洛德·杜瓦利埃在这期间逐步进行了民主化改革:376-377。新宪法设立海地總理一职，并恢复了多黨政治，但前提为所有政党均需向政府宣誓效忠，且终身总统制度和总统任命其继承者的权利继续保留。據纽约时报報導，新宪法获得了至少99.9%的選民的支持，仅有449张反对票，但反对党和外国外交官均表示公投过程中存在普遍的舞弊行为。本次公投仅一年后，杜瓦利埃的统治被推翻，其本人流亡海外:377。